# ベロ・モンテ水力発電ダム群
ベロ･モンテ水力発電ダム群（ベロ・モンテすいりょくはつでんダムぐん、葡：Complexo Hidrelétrico Belo Monte）は、ブラジルのパラー州アルタミラ市付近、アマゾン川水系シングー川に建設中のダム群である。完成したら世界三位の発電出力になる予定。周囲の自然環境やインディオに深刻な影響を及ぼすと、ブラジル内外で指摘されている。

## 概要
ベロ･モンテ水力発電ダム群の原案は、ブラジルが軍事独裁政権下の1970年代までにさかのぼる。当時は「カララオー」（Kararaô）と呼ばれ、現在の約二倍（20,000MW）の発電容量が予定されていた。原案では18,000Km2もの森林が水没する予定だったが、カヤポー族を筆頭に多くのインディオ部族が強く反発し、1989年に計画が中止された。
現在建設中の計画は、三つのダムと複数の水路と堤防が二つの貯水池を造り、二つの発電所が建設され、2019年に完成する予定。湛水面積は503km2で、その内228km2は氾濫時の流域とされる。雨季の発電量は11,233MWと見込まれるが、平均出力は4,571MWとなる。事業主体はノルチ・エネルジア（Norte Energia）で、国家成長加速化計画（PAC）に含まれている。2011年に国立再生可能天然資源・環境院（Ibama）が建設を許可し、同年に着工。